# Yeridat ha-dorot
Yeridat ha-dorot in ebraico ירידת הדורות‎?, che letteralmente significa "il declino delle generazioni", o nitkatnu ha-dorot (in ebraico נתקטנו הדורות‎?), che significa "il decremento delle generazioni", è un concetto nell'Ebraismo rabbinico classico e nell'Ebraismo ortodosso contemporaneo, che esprime la credenza o convinzione di un'inferiorità intellettuale dello studio della Torah e della spiritualità religiosa odierna e comunque successiva in confronto al passato. Si ritiene che venga applicata alla trasmissione degli aspetti "rivelati" ("Nigleh") dello studio della Torah, rappresentati dal Talmud giuridico e omiletico, e da altre correnti principali di letteratura rabbinica. Il ragionamento deriva dalla più debole affermazione di interpretazione tradizionale autorevole della Scrittura, nelle fasi successive di una lunga catena storica di trasmissione della Rivelazione originale della Torah sul Monte Sinai, e la codificazione della Torah Orale nel Talmud. Questa idea costituisce la base delle Ere rabbiniche designate dai Tannaim e Amoraim del Talmud, ai susseguenti Gaonim, Rishonim e Acharonim. Inoltre, fornisce un'ulteriore spiegazione metafisica nella Cabala, per quanto riguarda i livelli inferiori delle anime nelle generazioni successive.
Tuttavia, la Cabala limita l'effetto di Yeridat ha-Dorot solo agli aspetti Nigleh. Al contrario, gli aspetti "nascosti" ("Nistar") della Torah, incorporati nel misticismo ebraico, sono identificati con un processo opposto di articolazioni gradualmente più elevate di pensiero mistico mentre si sviluppa il processo della storia. Il relativo ragionamento deriva dalla nozione che la mistica ebraica progredisce invece da susseguenti nuove rivelazioni divine ai grandi mistici, come unico modo per approfondire le sue strutture concettuali. Questa dialettica paradossale nella terminoligia cabalistica riguarda i "Vasi" discendenti immanenti e successivamente le "Luci" (Ohr) superiori trascendenti attraverso la storia della Creazione. Nel pensiero ebraico, approfondimento talmudico e ricerca razionalista amplia l'applicazione fisica della Torah (vasi), mentre l'approfondimento mistico ebraico attrae i livelli più elevati di illuminazione (luce).

## Nella letteratura rabbinica classica
Una delle prime espressioni dell'idea appare nell'adagio talmudico che si trova in Shabbos 112b (Soncino):
L'idea si riscontra in molte altre fonti ebraiche classiche, e sta alla base della riluttanza degli studiosi biblici di una particolare generazione ad impugnare le sentenze legali della generazione precedente. David Weiss Halivni discute del rapporto tra il principio di yeridat ha-dorot e il principio apparentemente contrario di chate'u Yisrael ("Israele ha peccato", riferendosi ad una mancanza di trasmissione della tradizione), un concetto invocato per spiegare i casi in cui derash (interpretazione esegetica) abbia la precedenza su peshat (lettura normale) al fine di ripristinare l'intento originale.

## Ere dell'Ebraismo rabbinico
1. Zugot
2. Tannaim
3. Amoraim
4. Savoraim
5. Gaonim
6. Rishonim
7. Acharonim

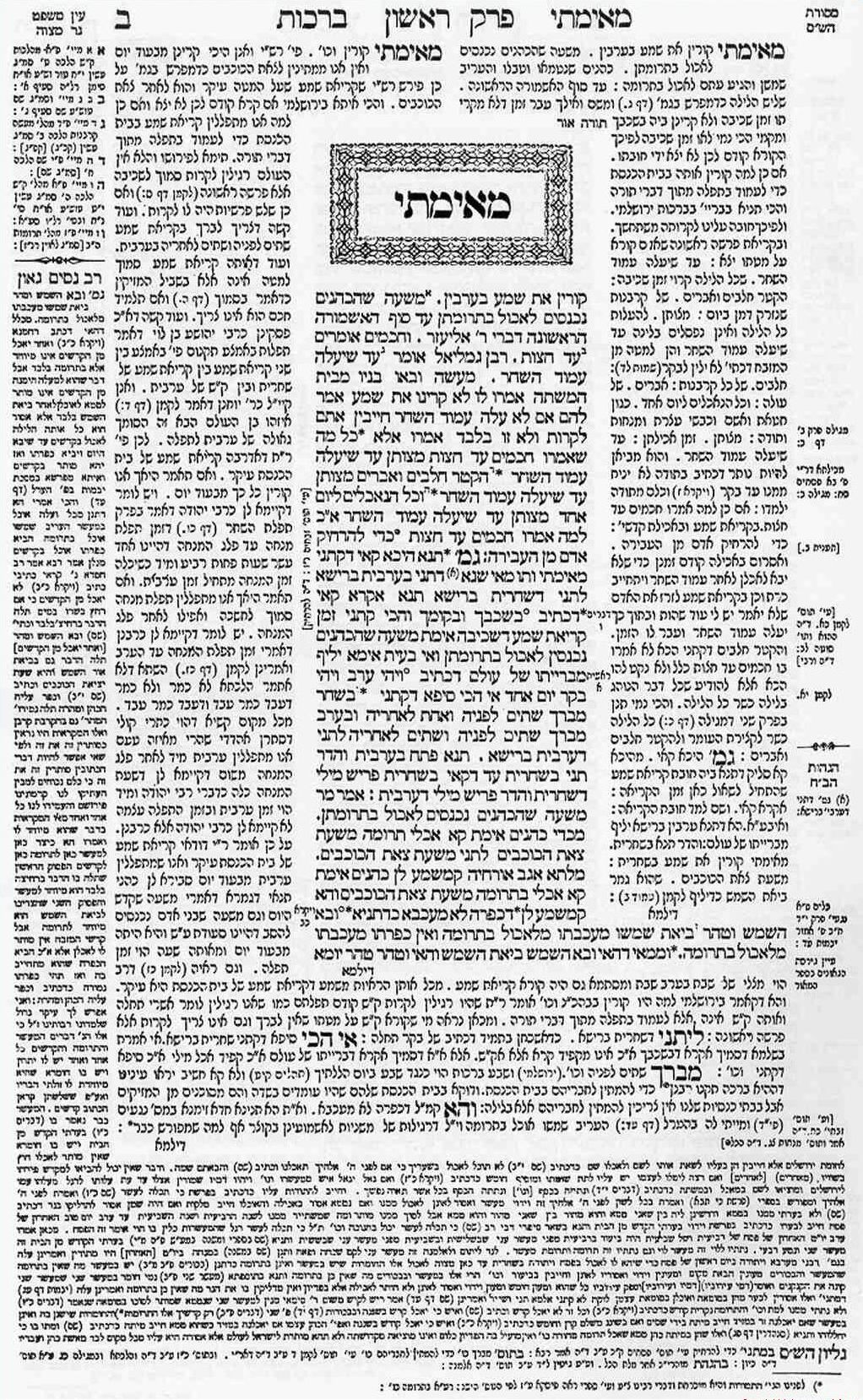
Pagina del Talmud babilonese, Trattato Berachot

La tradizione rabbinica divide il suo sviluppo storico in aree distinte. Secondo l'interpretazione tradizionale, gli studiosi di un'era nell'ambito dello sviluppo halakhico (codificazione giuridica delle osservanze ebraiche) non contrastano le sentenze degli studiosi dell'era precedente.
Chazal è un acronimo di "Chachameinu Zichronam Livracha" (חכמינו זכרונם לברכה - "I nostri Saggi, la cui memoria sia benedetta"). Negli scritti rabbinici ciò si riferisce a tutti i Saggi del Talmud e ad altri commentatori di letteratura rabbinica, dall'epoca del Secondo Tempio di Gerusalemme fino al VI secolo. Fino alla fine dell'era dei Savoraim, i Chazal avevano l'autorità di commentare la Torah secondo gli standard dell'ermeneutica talmudica come richiesto dalla Legge data a Mosè sul Monte Sinai (i precetti non scritti comunicati a Mosè sul Sinai). Oggigiorno questa autorità non è delegata alla corrente generazione di Saggi, quindi la Torah non può essere commentata, in materia di Halakhah, se contraddice il commentario dei Chazal. In precedenza, fino all'era dei Tannaim, quando esisteva un Sinedrio (Tribunale della Legge ebraica), i Chazal avevano anche l'autorità di decretare predestinazioni e di emanare nuove norme religiose, in qualsiasi questione reputata necessaria, su problematiche non incluse nella "Torah scritta", o non date sul Monte Sinai.
I Rishonim ("i primi") furono i principali rabbini e poskim (decisori halakhici) che vissero approssimativamente durante i secoli dall'XI al XV, nell'era prima che venisse scritto il Shulkhan Arukh (Codice di Legge ebraica) e dopo i Geonim. Gli studiosi rabbinici successivi allo Shulkhan Arukh sono conosciuti come Acharonim ("i successivi/ultimi"). La distinzione tra Rishonim e Geonim è significativa storicamente; ma nella Halakhah (Legge ebraica) la distinzione è meno importante. Secondo una opinione ampiamente diffusa nell'Ebraismo ortodosso, gli Acharonim in genere non possono contestare le sentenze dei rabbini di epoche precedenti, a meno che non trovino sostegno da altri rabbini di epoche precedenti. D'altra parte, questa opinione non è formalmente parte della Halakhah stessa. "Acharonim" è un termine usato in legge e storia ebraiche, a significare i rabbini e Poskim leader che vissero dal XVI secolo circa fino ad oggi. La pubblicazione dello Shulkhan Arukh segna il passaggio dall'era dei Rishonim a quella degli Acharonim. La questione di quali sentenze precedenti possano o non possano essere contestate, ha portato a sforzi per definire quali decisioni siano con precisione all'interno dell'era degli Acharonim. Secondo molti rabbini lo Shulkhan Arukh è di un Acharon. Alcuni sostengono che il Beth Yosef di Rabbi Yosef Caro abbia lo status halakhico di un'opera di Rishon, mentre il suo successivo Shulkhan Arukh abbia lo status di un lavoro di Acharon.
Il rinomato talmudista del XVIII secolo – il Gaon di Vilna – fu una delle autorità rabbiniche più influenti a partire dal Medioevo; sebbene venga annoverato tra gli Acharonim, molti lo considerano come appartenente ai Rishonim.

## Ascesa generazionale della Cabala

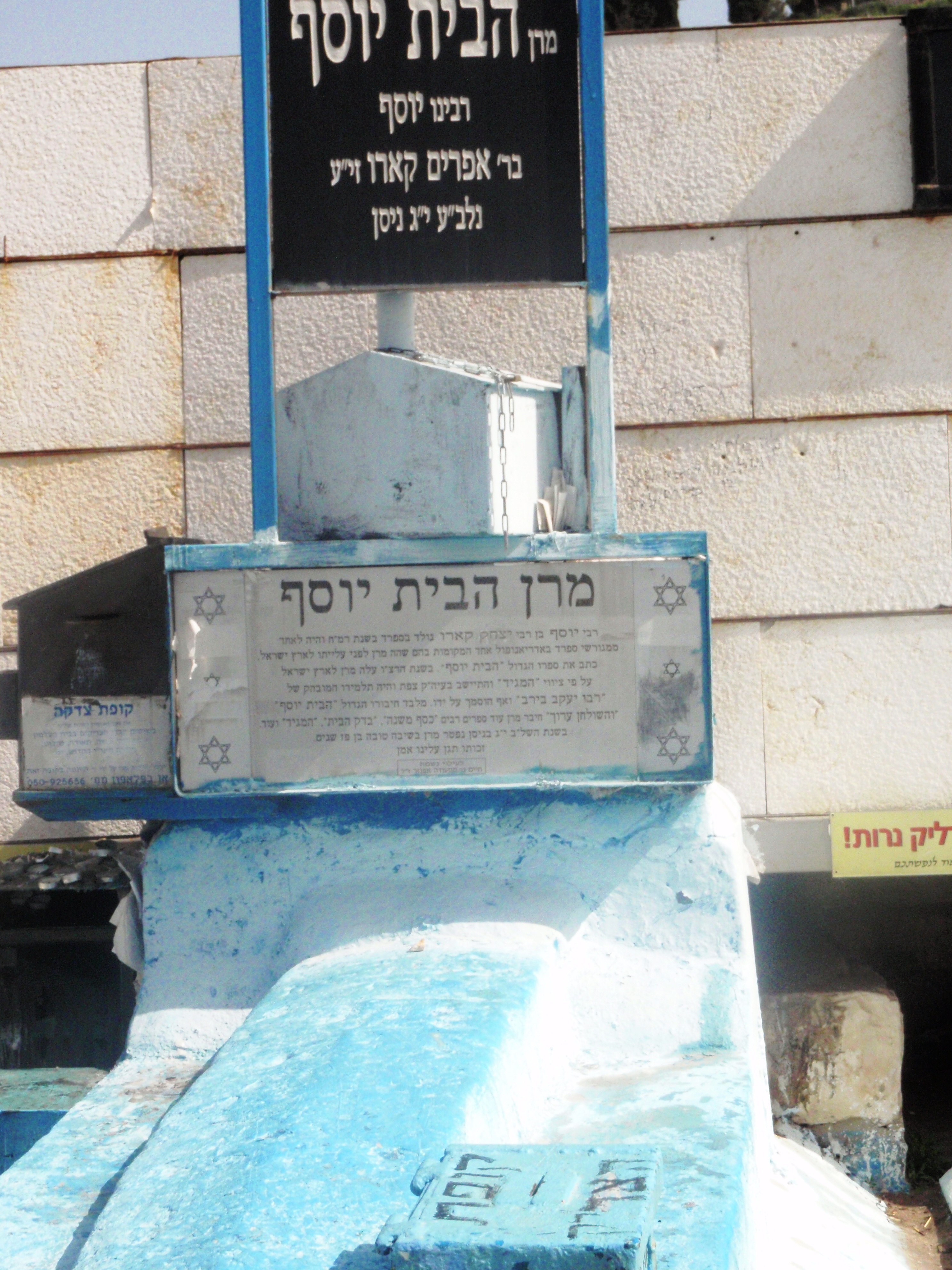
Tomba di Yosef Caro, autore halakhico fondamentale col suo Shulkhan Arukh, e principale mistico della Safed del XVI secolo. La Cabala enfatizza il significato ultimo dell'osservanza pratica e dello studio talmudico

La Cabala tende a sostenere la nozione halakhica della Discesa della Generazioni, relazionandola alla struttura metafisica dei livelli discendenti delle anime in ogni generazione successiva. Mediante processi come il Gilgul (Reincarnazione), tutte le anime si dice derivino dall'anima collettiva iniziale di Adamo. Come le Sephirot riportano i poteri dell'anima metaforicamente all'immagine dell'Uomo, così le anime di Israele si originano da differenti aspetti di Adamo: i grandi Tzadikim guidano la comunità dalla sua "testa", giù fino alle semplici anime dei suoi "piedi". In questo modo, quando si sentiranno avvicinare i "Talloni del Messia", le ultime generazioni relazioneranno le loro anime inferiori al livello del "tallone di Adamo".
Tuttavia, al tempo stesso, la Cabala cerca di spiegare un processo opposto di Luce (Ohr) divina progressivamente crescente. Si può dire che questa luce illumini sempre più la creazione in ogni successiva generazione. In relazione alla cultura ebraica, questo processo dialettico si collega al concetto mistico dello Tzadik. Mentre la comunità complessiva delle anime di Israele in ogni generazione è sempre più bassa, i grandi Tzadikim di tutte le generazioni non sono influenzati da questa limitazione decrescente. Nella visione tradizionale, lo studio talmudico e halakhico ( Nigleh-aspetti "rivelati" dell'Ebraismo) scopre nuove interpretazioni di testi della Scrittura e rabbinici precedentemente rivelati. Di conseguenza, questo studio è influenzato dalla diminuzione dell'autorità di queste ultime generazioni ad essere in disaccordo con la prima codificazione. Tuttavia, lo studio cabalistico ( Nistar-"Nascosto") avanza con successive nuove articolazioni descrittive, mediante un progressivo processo di rivelazione di nuove dottrine da parte di alcuni grandi Tzadikim. In questo quadro, gli aspetti Nigleh, influenzati da Yeridat ha-dorot , comportano l'ascesa dell'intelletto umano verso Dio. Le nuove articolazioni di Nistar da parte di rari Tzadikim coinvolgono la discesa di un nuovo, successivamente più elevato intelletto divino sulla comprensione concettuale dell'uomo. Mentre la Halakhah discende generazionalmente attraverso il tempo, la Cabala ascende generazionalmente.

### Interpretazione chassidica
Secondo un autore chassidico, le tre fasi successive della Cabala cordoverana della metà del XVI secolo, la Cabala lurianica del tardo XVI secolo, e la filosofia chassidica del XVIII secolo  possono essere interpretate come tre livelli ascendenti della percezione mistica e della relazione della Cabala con Dio:

"Ci sono tre fasi distinte nella rivelazione storica della Cabala. Ognuna rappresenta un approccio concettuale per comprendere la tradizione cabalistica. Ognuna è identificata con un particolare personaggio storico. Rabbi Mosè Cordovero, noto anche come il Ramak; Rabbi Isaac Luria, popolarmente indicato come il santo Ari, e Rabbi Yisrael Baal Shem Tov. Ogni sistema di pensiero è servito a promuovere l'evoluzione della teoria cabalistica, fornendo strutture nuove e più illuminanti entro cui organizzare la totalità della dottrina cabalistica esistente fino al loro tempo."

In ordine ascendente:
| Fase di insegnamento cabalistico: | Data:                  | Livello relativo: | Caratteristica divina:   |
| --------------------------------- | ---------------------- | ----------------- | ------------------------ |
| Cabala cordoverana                | anni 1500              | Olamot-Mondi      | Hishtalshelut-Evoluzione |
| Cabala lurianica                  | anni 1570 e successivi | Neshamot-Anime    | Hitlavshut-Investitura   |
| Filosofia chassidica              | XVIII secolo e succ.   | Elokut-Divinità   | Hashra'ah-Onnipresenza   |

Mentre la Cabala lurianica completa tutta la struttura trascendente della metafisica tradizionale ebraica, questa spiegazione pone l'attenzione della filosofia chassidica sull'Immanenza divina  onnipresente come il culmine del pensiero cabalistico. Dove Kabbalah è rimasta limitata a circoli elitari, quella chassidica dell'Unità Divina offre altresì la prima divulgazione del misticismo sia agli studiosi elitari che alla gente comune di basso ceto, offrendo a ciascuno nuove direzioni spirituali.

## Yeridot HaDorot nell'Ebraismo contemporaneo
Il concetto di Yeridat ha-dorot è particolarmente influente nell'Ebraismo Haredi, che considera non solo la Halakhah ma anche le tradizioni antiche come ispirazione e saggezza divine, che le generazioni successive non possono più uguagliare.  L'Ebraismo Ortodosso Moderno ha un approccio ambivalente al concetto, affermando che le posizioni classiche a volte vanno riesaminate in luce di circostanze moderne ma ciò va fatto con deferenza e secondo le regole classiche di interpretazione, al tempo stesso basandosi sulla scienza moderna e la cultura secolare.
Il movimento dell'Ebraismo conservatore è una corrente pluralistica che accetta posizioni multiple circa il livello di deferenza alla tradizione nel pensiero contemporaneo e decisionale. Il movimento conservatore non ha rigettato espressamente il concetto di yeridat ha-dorot, sebbene le autorità conservatrici possano a volte considerare concetti moderni di moralità come superiori a quelli antichi.
L'Ebraismo riformato e l'Ebraismo ricostruzionista, quali movimenti liberali moderni, rifiutano l'idea in toto, giudicandola incompatibile col progresso, il liberalismo e la modernità.